# Chlorocichla
Chlorocichla és un dels gèneres d'ocells, de la família dels picnonòtids (Pycnonotidae).

## Llistat d'espècies
Segons la classificació del Congrés Ornitològic Internacional (versió 13.2, 2023), aquest gènere conté cinc espècies:
- Chlorocichla laetissima - Bulbul cantaire.
- Chlorocichla prigoginei - Bulbul de Prigogine.
- Chlorocichla flaviventris - Bulbul pitgroc.
- Chlorocichla falkensteini - Bulbul de Falkenstein.
- Chlorocichla simplex - Bulbul senzill.